# Garzó Imre
Garzó Imre (Kecskemét, 1827. október 22. – Szaniszló, 1914. szeptember 8.) okleveles mérnök, tanár, lapszerkesztő.

## Élete
Szülőhelyén fejezte be líceumi tanulását és 1843-45-ben a pesti egyetemen a mérnöki tanfolyamot. 1848 őszén a mérnöki gyakorlatból a honvéd-tüzérséghez állott és utóbb mint hadnagy részt vett a Schwechattóltól Világosig folytatott hadjáratokban és Budavár ostromában. A szabadságharc után besorozták a császári és királyi 1. sz. gyalogezredhez, mely akkor a Toscanát, nevezetesen Firenzét megszállva tartott hadtestnek képezte részét. Innen 1851-ben megváltás útján elbocsáttatott. 1852-től mint mérnök működött 1861-ig, amikor a hódmezővásárhelyi református egyház főgimnáziumához a mennyiségtan és természettan tanárává hívták meg. 1874-ben súlyos betegsége miatt az igazgató-tanárságról lemondott, de 1876-tól a nevezett egyház tanácsának választották, a városi törvényhatósági bizottságnak virilis tagja és a Körös-Tisza-Maros-ármentesítő és belvízszabályozó társulatnak alelnöke volt. Sokat tett a közügyek érdekében és emellett jeles szónoknak ismerték.
Programmértekezése a hódmezővásárhelyi református gimnázium Értesítőjében (1865. A reáltudományok s különösen a mennyiségtan iskoláinkban, 1872. Természettani oktatás a gymnasium felsőbb osztályaiban); cikkeket irt a Szegedi Hiradóba (1864-78.), Arany-János Koszorújába (Emlékezés flórenczi napjaimra), a Hód-Mező-Vásárhelybe (1873-78.), a Prot Egyházi és Iskolai Lapba (1893. A természettani oktatásról, mint a positiv gondolkodás disciplinájáról a középiskolában.)

## Munkái
- Mennyiségtan. Első rész. Számvetéstan, Szeged, 1864
- A közoktatás kérdéséhez. Szeged, 1880
- Hód-Mező-Vásárhely ismertetése. Összeállíttatott a helyi népiskolai oktatás czéljából. Szeged, 1891 (névtelenül)
- Vázlata annak, hogy mit kellene magába foglalnia az elemi iskolákban a földrajzi oktatásba bevezető helyi földrajznak. Szeged, 1892

Szerkesztette a H.-M.-Vásárhelyi Szemlét 1870-ben és a Heti Lapokat 1880. II. felében, mely lapnak tulajdonosa is volt.